# Merops revoilii
Il Gruccione di Somalia (Merops revoilii Oustalet, 1882) è un uccello appartenente alla famiglia Meropidae, diffuso in Etiopia, Kenya, Arabia Saudita, Somalia e Tanzania.
Predilige le zone aride e desertiche.